# 貝特默峰
46°24′36″N 8°4′36″E / 46.41000°N 8.07667°E

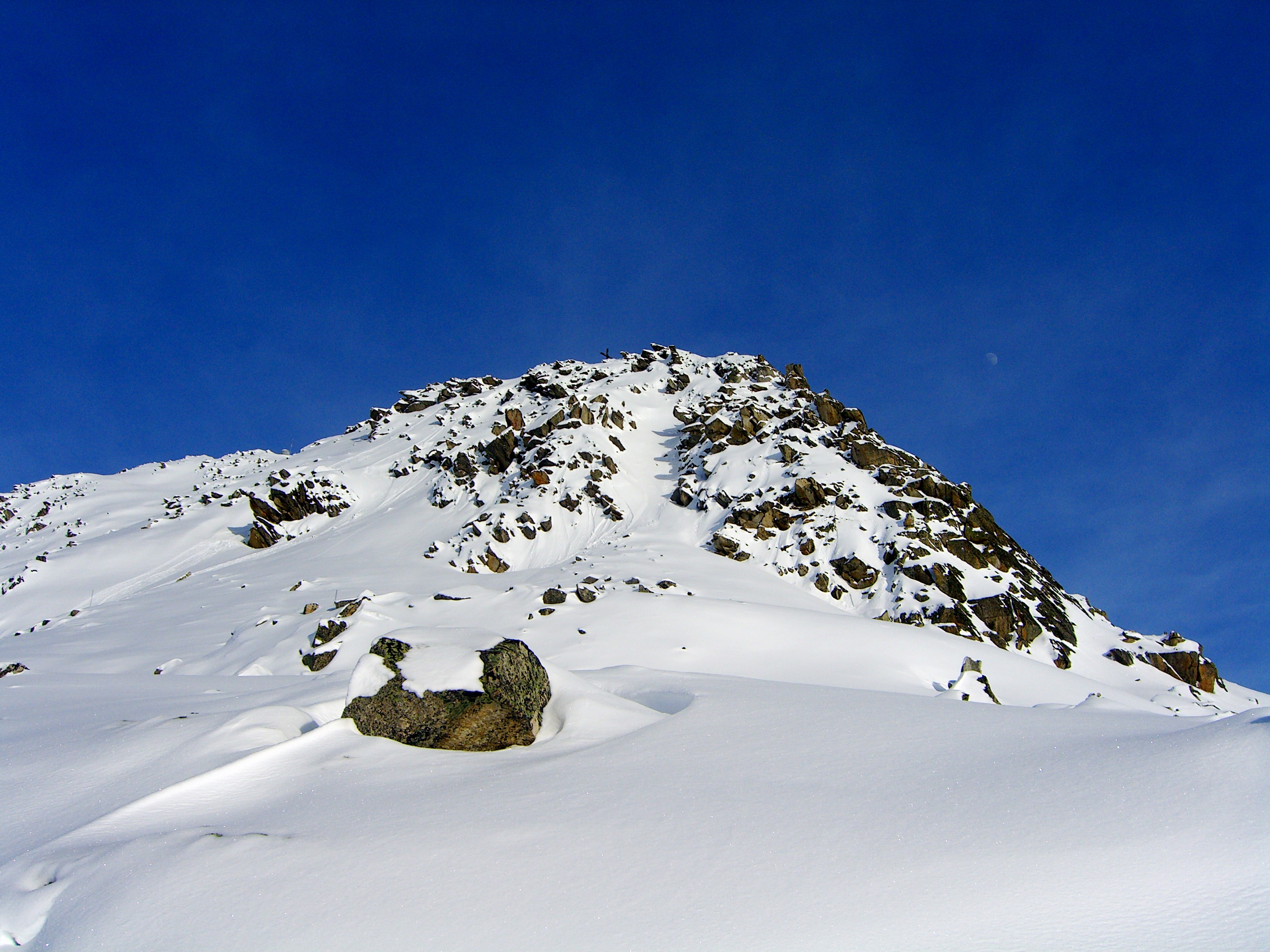

貝特默峰（德語：Bettmerhorn）是瑞士瓦萊州的山峰，位於該國南部，屬於伯尔尼山的一部分，海拔高度2,872米，每年平均降雨量2,221毫米。

## 外部連結
- Bettmerhorn cable car